# Dick van Dijk (voetballer)

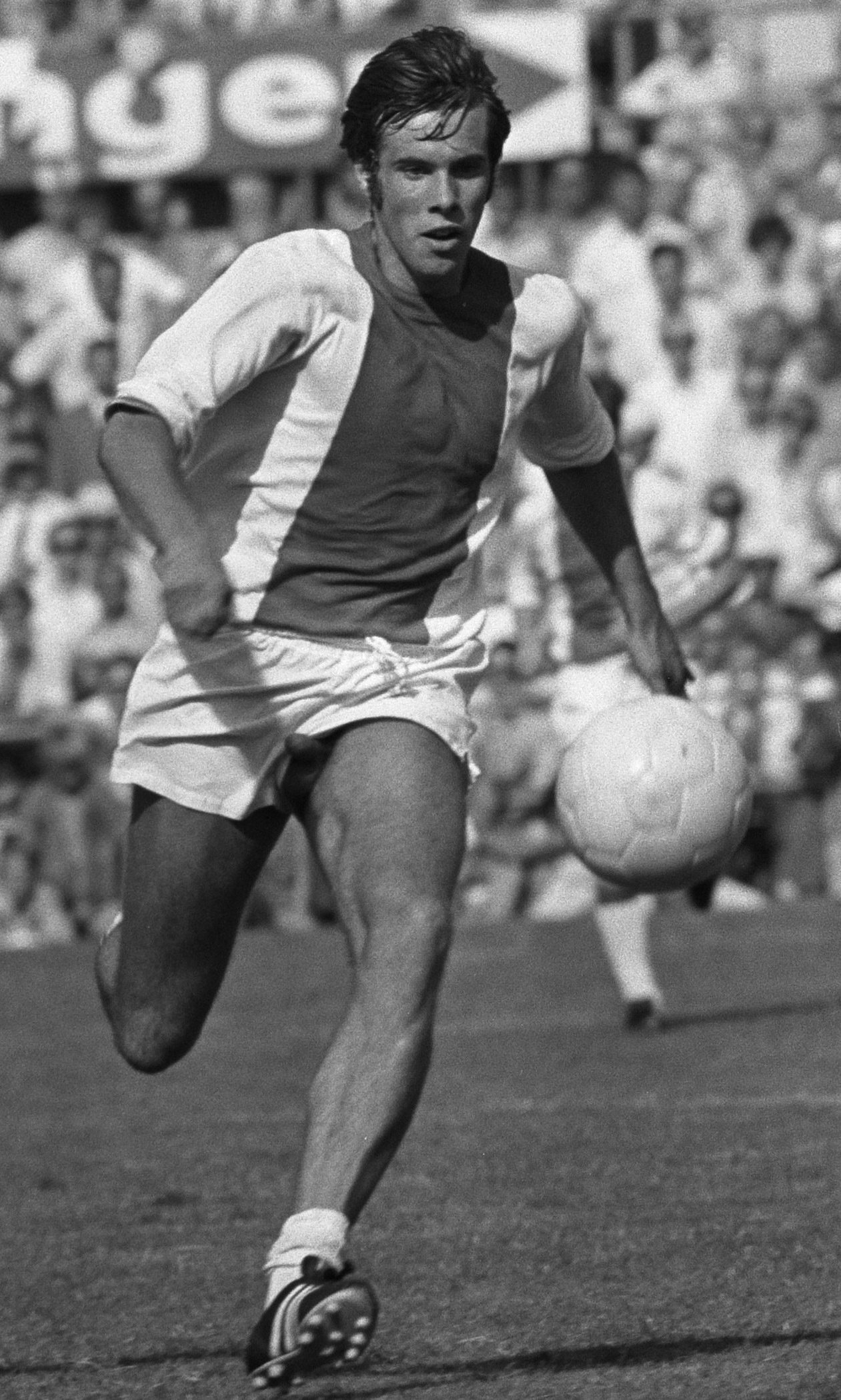
Dick van Dijk in augustus 1969 in een wedstrijd van Ajax tegen GVAV

Dirk Wouter Johannes (Dick) van Dijk (Gouda, 15 februari 1946 – Nice, 8 juli 1997) was een Nederlands voetballer. Hij voetbalde onder andere voor de Nederlandse voetbalclubs FC Twente en Ajax.

## Voetballoopbaan
Van Dijk groeide op in Gouda en voetbalde in zijn jeugd bij de plaatselijke voetbalvereniging ONA. Op zijn vijftiende maakte hij zijn debuut in het eerste elftal van ONA en een jaar later werd hij door trainer Hans Croon naar SVV, dat destijds uitkwam in de Tweede divisie, gehaald. Van Dijk werd clubtopscorer en promoveerde in 1966 met zijn club naar de Eerste divisie. Hij werd uitgenodigd voor het Nederlands jeugdelftal en het Nederlands militair elftal. Het scorend vermogen van de jonge spits wekte de interesse van FC Twente, maar de vraagprijs van 200.000 gulden vonden de Tukkers te veel. Een minder seizoen zorgde ervoor dat de transfersom een jaar later tot 70.000 gulden gezakt was, waarna FC Twente Van Dijk in de zomer van 1967 alsnog inlijfde.
Bij FC Twente maakte Van Dijk een veelbelovende start met zeven doelpunten in vijf wedstrijden. Hij vormde een aanvalsduo met Theo Pahlplatz. Na de komst van Van Dijk die in zijn eerste seizoen 22 doelpunten maakte, eindigde Twente op de achtste plaats in de competitie. Het daaropvolgende jaar deed Twente lang mee in de strijd om het landskampioenschap. Van Dijk werd met 30 doelpunten topscorer in de Eredivisie. In een met 5-1 gewonnen thuiswedstrijd tegen AFC Ajax op 3 november 1968 scoorde Van Dijk drie doelpunten. Aangenomen wordt dat met deze wedstrijd de interesse van Ajax in Van Dijk definitief gewekt werd. De waarschijnlijke overgang was ruim voor het einde van het seizoen al een publiek geheim en in juni 1969 werd duidelijk dat de spits voor een transfersom van 750.000 gulden naar Amsterdam verhuisde. Inmiddels had Van Dijk op 26 maart 1969 zijn debuut als international gemaakt, in een wedstrijd van het Nederlands elftal tegen Luxemburg. Oranje won met 4-0 en Van Dijk scoorde eenmaal.
Terwijl Van Dijk bij FC Twente een vedette was, moest hij bij Ajax vechten voor een plek in de basisopstelling. In zijn eerste seizoen scoorde hij 23 doelpunten in 32 wedstrijden. Hoewel hij in zijn tweede seizoen bij Ajax niet meer wekelijks in de basis stond, scoorde hij 18 doelpunten in 29 wedstrijden. In de finale van de Europacup I op 2 juni 1971 tegen Panathinaikos stond Van Dijk wel in de basis. Al na vijf minuten scoorde hij met het hoofd. Ajax won de wedstrijd met 2-0.
Op 10 oktober 1971 speelde Van Dijk zijn zevende en laatste interland, tegen de DDR. Na een derde seizoen bij Ajax, waarin hij voornamelijk reserve was, vertrok Van Dijk in juli 1972 naar OGC Nice in Frankrijk. Ook daar scoorde hij veelvuldig. De ploeg stond in seizoen 1972/1973 maandenlang aan kop in de Franse competitie en haalde een jaar later een opmerkelijk resultaat in de eerste ronde van de UEFA Cup, door het FC Barcelona van trainer Rinus Michels en speler Johan Cruijff uit te schakelen. In de zomer van 1974 verkaste Van Dijk naar Real Murcia in Spanje. Een jaar later beëindigde hij zijn voetballoopbaan.

## Na zijn voetballoopbaan
In 1975 ging Van Dijk terug naar Nice waar hij zich vestigde als makelaar. Hij was woonachtig in het nabijgelegen Saint-Paul-de-Vence.
In 1997 overleed hij plotseling op 51-jarige leeftijd. Tijdens een medisch onderzoek in een ziekenhuis liep hij een fatale bacteriologische infectie op aan de hartkleppen. Om zijn weduwe financieel te ondersteunen werd te zijner nagedachtenis op 12 oktober 1997 een benefietwedstrijd georganiseerd tussen ONA uit Gouda en het Ajax van de Europacup I-finale uit 1971.

## Trivia
In 2005 benoemde de gemeente Amsterdam een brug naar Dick van Dijk.
In 2020 vernoemde de gemeente Gouda een nieuwe sporthal naar hem.

## Carrièretabel
| Seizoen | Club        | Land      | Competitie       | Wed. | Goals |
| ------- | ----------- | --------- | ---------------- | ---- | ----- |
| 1963/64 | SVV         | Nederland | Tweede divisie B | –    | 8     |
| 1964/65 | SVV         | Nederland | Tweede divisie B | –    | 13    |
| 1965/66 | SVV         | Nederland | Tweede divisie B | –    | 26    |
| 1966/67 | SVV         | Nederland | Eerste divisie   | 34   | 22    |
| 1967/68 | FC Twente   | Nederland | Eredivisie       | 33   | 22    |
| 1968/69 | FC Twente   | Nederland | Eredivisie       | 32   | 30    |
| 1969/70 | AFC Ajax    | Nederland | Eredivisie       | 32   | 23    |
| 1970/71 | AFC Ajax    | Nederland | Eredivisie       | 29   | 18    |
| 1971/72 | AFC Ajax    | Nederland | Eredivisie       | 23   | 16    |
| 1972/73 | OGC Nice    | Frankrijk | Ligue 1          | 27   | 20    |
| 1973/74 | OGC Nice    | Frankrijk | Ligue 1          | 31   | 10    |
| 1974/75 | Real Murcia | Spanje    | Primera División | 19   | 2     |
| Totaal  | Totaal      | Totaal    | Totaal           | 260  | 212   |

## Erelijst
| Competitie     |        |                  |      |      |
| Competitie     | Aantal | Jaren            |      |      |
| Ajax           | Ajax   | Ajax             | Ajax | Ajax |
| -------------- | ------ | ---------------- | ---- | ---- |
| Internationaal |        |                  |      |      |
| Europacup I    | 2x     | 1970/71, 1971/72 |      |      |
| Nationaal      |        |                  |      |      |
| Eredivisie     | 2x     | 1969/70, 1971/72 |      |      |
| KNVB beker     | 2x     | 1970/71, 1971/72 |      |      |

Individueel
| Competitie               |        |              |     |     |
| Competitie               | Aantal | Jaren        |     |     |
| SVV                      | SVV    | SVV          | SVV | SVV |
| ------------------------ | ------ | ------------ | --- | --- |
| Topscorer Tweede divisie | 1x     | 1965/66 (26) |     |     |
| FC Twente                |        |              |     |     |
| Topscorer Eredivisie     | 1x     | 1968/69 (30) |     |     |